# 金运路站

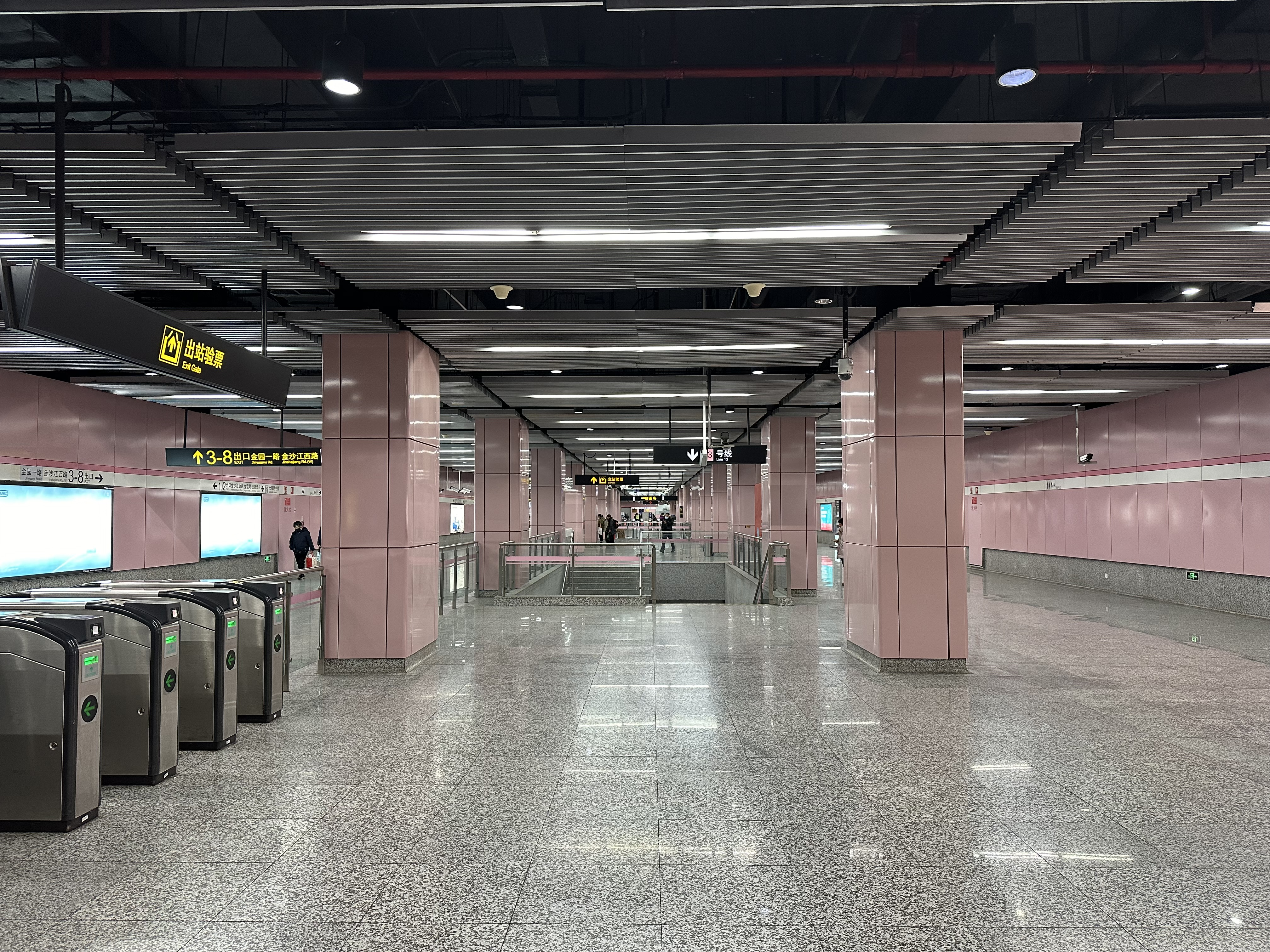
站厅

金运路站位于上海嘉定区江桥镇金沙江西路金运路，车站主体位于金沙江西路以南。为上海轨道交通13号线一期的地下车站及起始站。
未来本站可换乘嘉闵线。

## 车站结构

### 车站楼层
金运路站共有3层。地面为车站出口，地下一层为车站大厅，地下二层为13号线站台。本站设有2个站台，共同使用一个岛式站台。其中一个供往张江路方向列车使用，另一个供乘客下车使用。
| 地面层   | 出入口             | 1-8出入口                        |  |  |
| 地下一层 | 站厅               | 票务服务、自动售票机、人工服务台 |  |  |
| 地下二层 | ①站台              | █ 13号线 终点站 落客站台         |  |  |
|          | 岛式站台，左侧开门 |                                  |  |  |
|          | ②站台              | █ 13号线 往张江路（金沙江西路）  |  |  |

## 车站出入口
金运路站共有8个出入口，各出入口如下所示：
| 出口编号            | 出口指示             | 照片 |
| ------------------- | -------------------- | ---- |
| 1 · 出口            | 金沙江西路           |      |
| 2 · 出口 · （设有） | 金沙江西路，金运路   |      |
| 3 · 出口            | 金沙江西路           |      |
| 4 · 出口            | 金沙江西路，金园一路 |      |
| 5 · 出口            | 金沙江西路，金园一路 |      |
| 6 · 出口            | 金沙江西路           |      |
| 7 · 出口            | 金沙江西路           |      |
| 8 · 出口            | 金沙江西路           |      |
| 图例： 设有         |                      |      |

## 车站周边
- 上海江桥万达广场

## 公交换乘
121、158、173、561、嘉定117路

## 车站历史
2012年12月30日：金运路站启用。
2022年3月23日：为配合新型冠状病毒疫情防控，金运路站暂停服务。
2022年6月1日：金运路站恢复运营。
2023年7月29日：金运路站3至7号出入口正式启用。